# Andey
Andey és una petita illa deshabitada d'Islàndia, situada a l'est del país, a una quinzena de quilòmetres de Fáskrúðsfjörður, a la desembocadura del fiord del mateix nom. L'illa acull diverses colònies d'aus marines, en especial de fraret atlàntic.